# Milan Roćen
Milan Roćen, cyr. Милан Роћен (ur. 23 listopada 1950 w Žabljaku) – czarnogórski polityk, minister spraw zagranicznych od 10 listopada 2006 do 10 lipca 2012.

## Życiorys
Milan Roćen jest absolwentem dziennikarstwa na Wydziale Studiów Politycznych Uniwersytetu w Belgradzie.
W latach 1976–1979 był dziennikarzem tygodnika Ekonomska politka w Belgradzie. Od 1979 do 1988 był członkiem, a następnie szefem sztabu Komitetu Centralnego Ligi Komunistów Czarnogóry. Od 1988 do 1992 pełnił funkcję wiceministra Czarnogóry.
W latach 1992–1997 był ministrem pełnomocnym do spraw politycznych w Ambasadzie Byłej Republiki Jugosławii w Moskwie. Od 1997 do 1998 oraz w 2003 był doradcą politycznym premiera Czarnogóry. W latach 1998–2003 pełnił funkcję doradcy ds. polityki zagranicznej prezydenta Czarnogóry. W tym czasie był specjalnym wysłannikiem prezydenta w Paryżu, Londynie, Bonn, Berlinie, Wiedniu i Moskwie.
W latach 2003–2006 pełnił funkcję ambasadora Serbii i Czarnogóry w Rosji (oraz w Kazachstanie, Uzbekistanie, Kirgistanie, Tadżykistanie, Turkmenistanie i Gruzji).
W lutym 2006 został mianowany szefem doradców premiera Czarnogóry Milo Đukanovića i był odpowiedzialny za organizację referendum niepodległościowego w dniu 21 maja 2006. 10 listopada 2006 objął stanowisko ministra spraw zagranicznych w gabinecie premiera Željko Šturanovića. Zachował je w kolejnych rządach premierów Milo Đukanovicia i Igora Lukšicia. Stanowisko zajmował do 10 lipca 2012.